# 最後の晩餐 (ペルジーノ)
『最後の晩餐』（さいごのばんさん、イタリア語: Ultima Cena）は、ペルジーノ（ピエトロ・ヴァンヌッチ）が1493年から1496年にかけて制作したフレスコによる 440x800 cm の壁画で、フィレンツェのフリーニョ女子修道院 (Convento di Fuligno) に長く保存されていた。同様の作品は、フォリーニョの小さな美術館修道院の「最後の晩餐」を主題とする装飾が施された食堂、すなわちチェナコロ (Cenacolo) にもあるが、のひとつであり、現在はチェナコロ・ディ・フリーニョという小さな美術館チェナコロ・ディ・フォリーニョ (Cenacolo di Foligno) にもあるが、これはフィレンツェにある作品から派生したものである。
この作品は、ペルジーノの最も優れた作品のひとつとされている。他のいくつかの作例と同じように、ペルジーノはここで、既存の作品における繊細に描かれた人物の描写の細部を流用しているが、これは後代にジョルジョ・ヴァザーリに批判されることとなった。

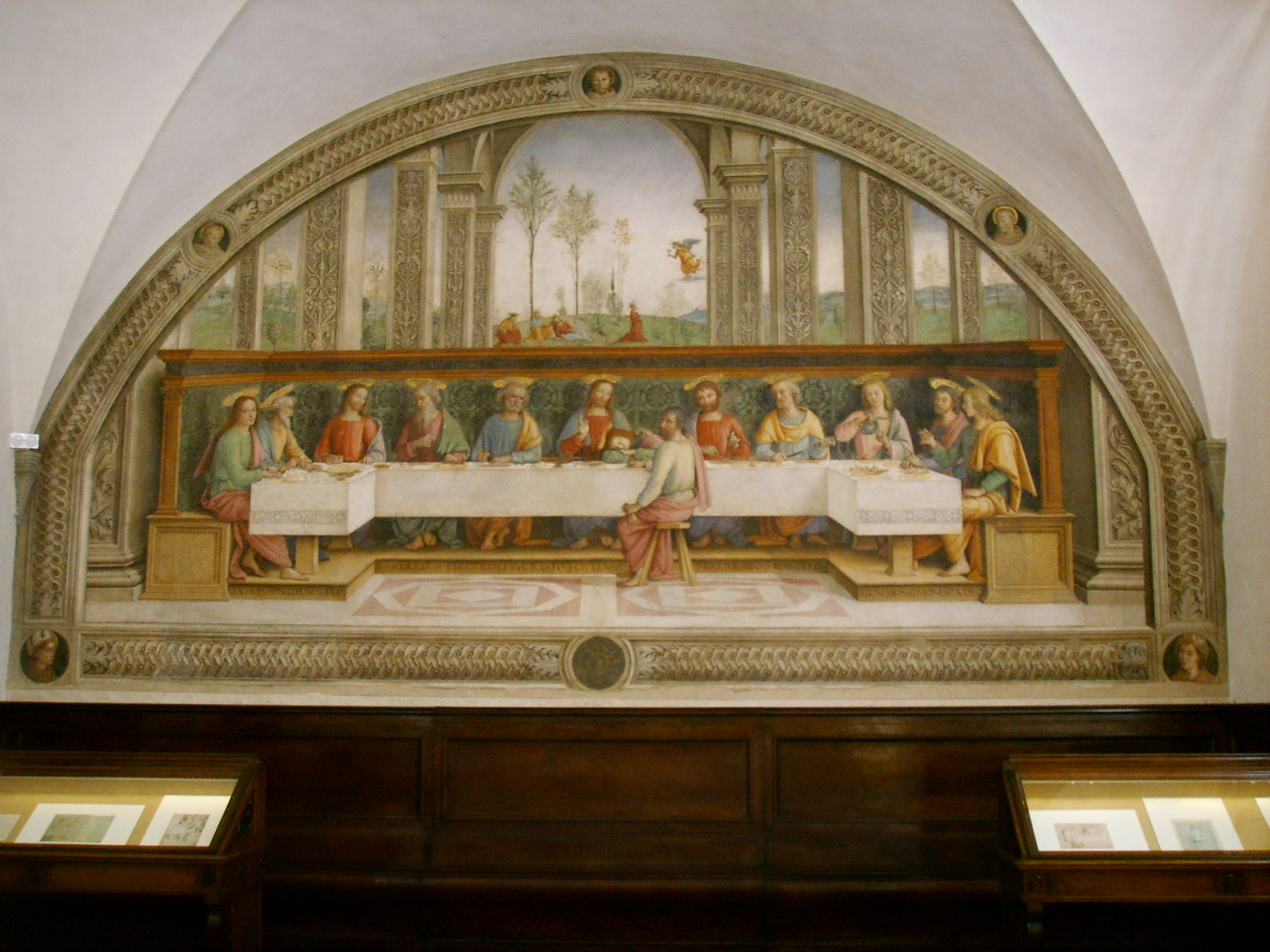
『最後の晩餐』

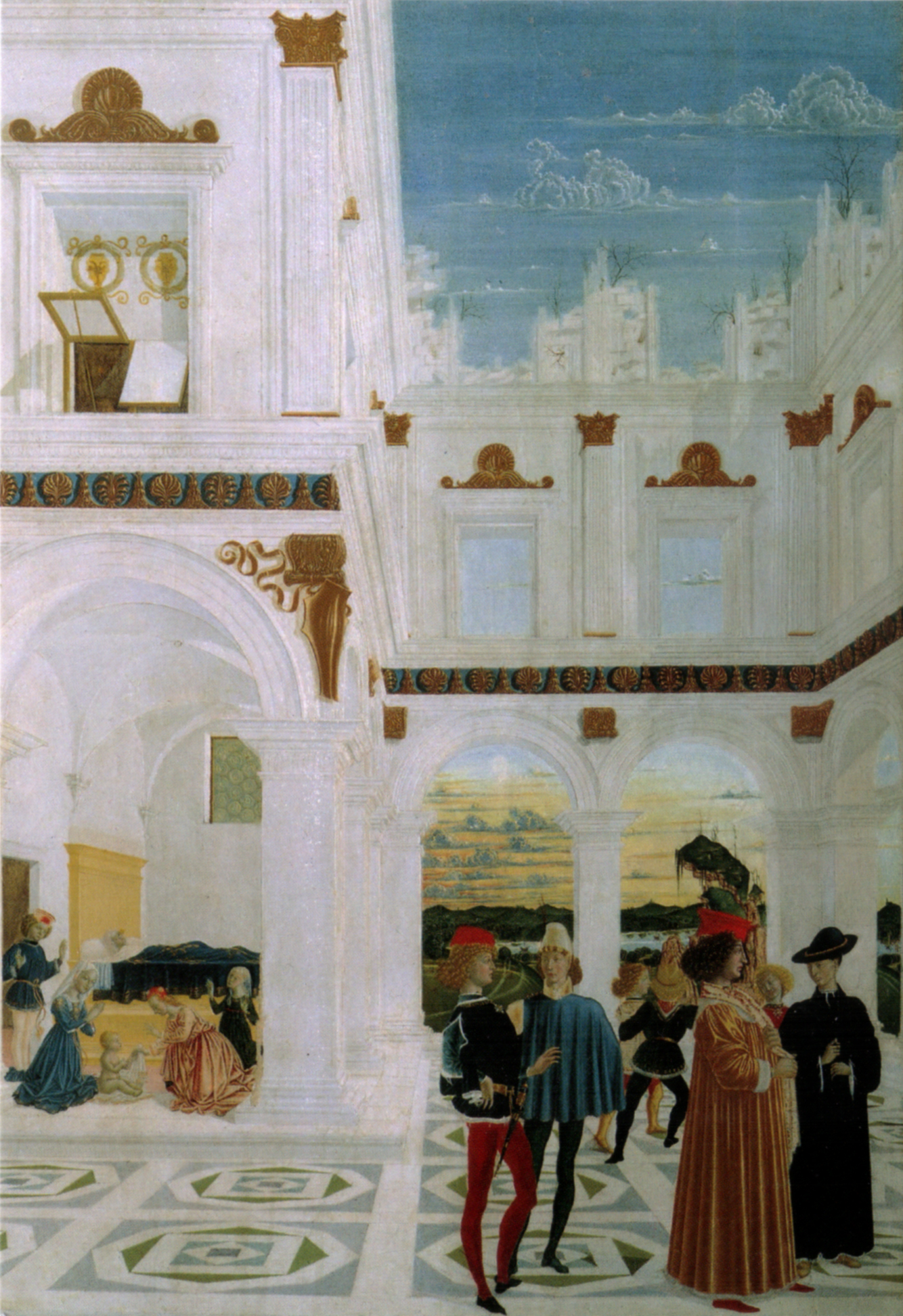
同様の床の幾何学雄用が描かれた『Miracolo del bambino nato morto』

## 歴史
フリーニョ女子修道院の「ディ・フリーニョ」という名は、1419年にこの建物に入った、ウンブリア出身のフランシスコ会修道士から採られたものである。その後、15世紀のうちに、この施設はフィレンツェの高貴な家柄の娘たちを受け入れるようになり、ロレンツォ・デ・メディチやラパチーニ (Lapaccini) 家の庇護を受けて規模を拡大した。15世紀の終わり、1493年に、この頃からフィレンツェに定住するペルジーノが、この作品の制作を始めた。1800年に、美術館に関する規制が変わったことを契機に、このフレスコ画の存在が「発見」され、一般に公開されることとなった。当初は、おそらくラファエロの作であろうと見られていたが、その後の研究によってそうではないことがわかった。

## 表現と様式
この大きな作品の中で、イエスと使徒たちは両端が馬蹄形のように曲げられた長テーブルにつき、緑色の仕切り壁を背に長椅子に着座している。その例外は、一般的にそうであるように、イスカリオテのユダであり、ひとりテーブルの手前側に、鑑賞者がテーブルの上にあるものを見えるように横を向く姿勢で描かれている。テーブルの下の木製の段差には、弟子たちの名が書き込まれており、左から、小ヤコブ、フィリポ、大ヤコブ、アンデレ、ペトロ、イエス、ヨハネ、バルトロマイ、マタイ、トマス、熱心党のシモン、タダイと呼ばれるユダとなっている。

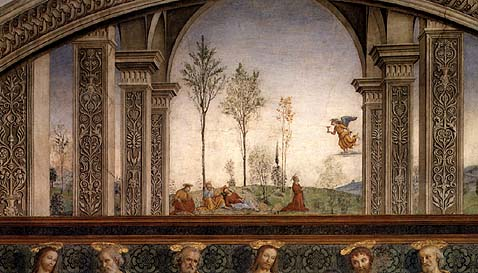
『最後の晩餐』中央上部の遠景に描かれたゲツセマネの祈り。

床に白い大理石とピンク色のタイルで描かれた幾何学模様は、聖ベルナルディーノを描いたペルジーノの以前の連作『Storie di san Bernardino』から流用されたものである。構図は、ギルランダイオが描いたサン・マルコ教会の『最後の晩餐』（1486年）を踏襲しており、u字型のテーブルの両端に横向きに人物が配され、遠景に建物の外が大きく見えるように空間が開かれている。晩餐の場面の上部には、広いポーチが開けており、現実の食堂の建築の先に、曲線模様をあしらった3対の柱の列が描かれ、その先には、ゲツセマネの祈りの場面が描かれている。丘にまばらに描かれた樹木が細く、背景の地平線の彼方が霞みがかかったように青味を帯びているのは、作者ペルジーノに独特な表現である。
人物や背景、その他の描かれているものが織りなす大きな調和は、鑑賞者の視線を中央の遠景へと導く。この当時ペルジーノは、ポルチコのモチーフを多用しており、『ファーノの祭壇画』や『聖ベルナルドゥスの幻視』、『ピエタ』などにもそれが見られる。
古代の大理石を燃したモチーフとして描かれている画面の縁取りには、聖人たちの顔がいくつか描かれているが、これはフレンツェの伝統的な表現法であり、例えば、フラ・アンジェリコも、『キリスト磔刑図』で同様の手法を用いている。